# Аудиовизуальное произведение
Аудиовизуа́льное произведе́ние — произведение, состоящее из зафиксированной серии связанных между собой изображений (с сопровождением или без сопровождения звуком) и предназначенное для зрительного и слухового (в случае сопровождения звуком) восприятия с помощью соответствующих технических устройств.
Аудиовизуальные произведения включают кинематографические произведения, а также все произведения, выраженные средствами, аналогичными кинематографическим (теле-видео и слайд-фильмы и другие подобные произведения), независимо от способа их первоначальной или последующей фиксации.

## История
Термин «аудиовизуальные произведения» в общегражданском законодательстве впервые был употреблен в Основах гражданского законодательства СССР и республик 1991 года (ст. 134). До этого закон говорил о кинофильмах и телевизионных фильмах, которые ныне охватываются более широким понятием аудиовизуальных произведений.
В соответствии с законодательством об авторском праве, действовавшим в РСФСР до 1 октября 1964 года, первоначальное авторское право на киноленты признавалось за выпустившим их в свет кинопроизводственным предприятием.
По Гражданскому кодексу РСФСР авторское право на кинофильм или телевизионный фильм закреплялось за предприятием, осуществившим его съемку, а авторское право на любительский кинофильм или телевизионный фильм - за его автором или соавторами (ст. 486 ГК РСФСР 1964 года). Данные нормы действовали с 1 октября 1964 года по 2 августа 1992 года.
Владелец первоначального авторского права на фильмы, которые были сняты с 3 августа 1992 года по 2 августа 1993 года, должен определяться согласно действовавшему в этот период законодательству - Основам 1991 года, а в период с 3 августа 1993 года по 31 декабря 2007 года – согласно Закону РФ «Об авторском праве и смежных правах».

## Авторы аудиовизуального произведения

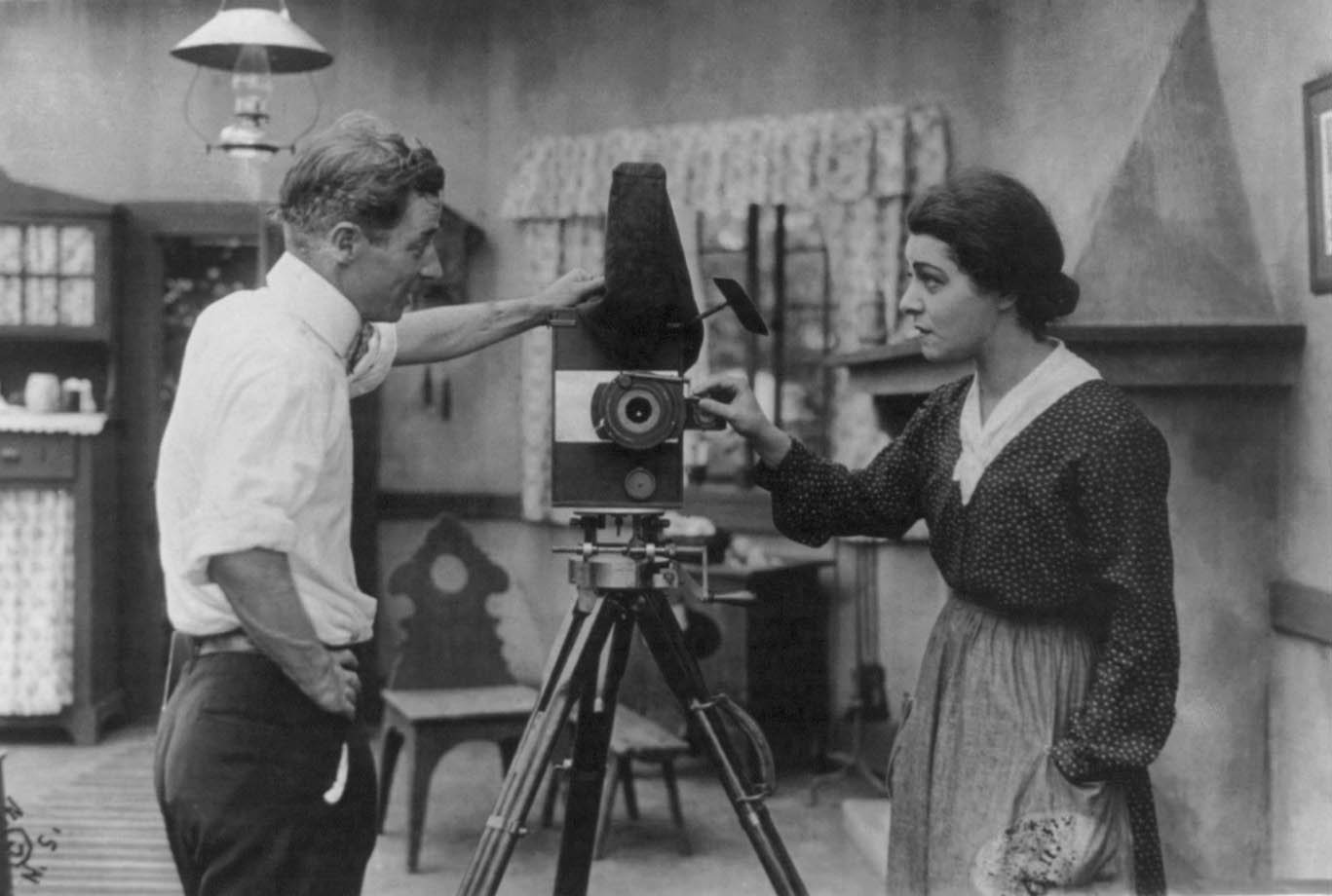

Авторами аудиовизуального произведения являются:
- режиссёр-постановщик;
- автор сценария;
- композитор, являющийся автором музыкального произведения (с текстом или без текста), специально созданного для этого аудиовизуального произведения;
- художник-постановщик анимационного (мультипликационного) фильма.[2]

При публичном исполнении либо сообщении в эфир или по кабелю аудиовизуального произведения композитор, являющийся автором музыкального произведения (с текстом или без текста), использованного в аудиовизуальном произведении, сохраняет право на вознаграждение за указанные виды использования его музыкального произведения.
Права изготовителя аудиовизуального произведения, то есть лица, организовавшего создание такого произведения (продюсера), определяются в соответствии со статьей 1240 Гражданского кодекса РФ.
Изготовитель вправе при любом использовании аудиовизуального произведения указывать своё имя или наименование либо требовать такого указания. При отсутствии доказательств иного изготовителем аудиовизуального произведения признается лицо, имя или наименование которого указано на этом произведении обычным образом.
Каждый автор произведения, вошедшего составной частью в аудиовизуальное произведение, как существовавшего ранее (автор произведения, положенного в основу сценария, и другие), так и созданного в процессе работы над ним (оператор-постановщик, художник-постановщик и другие), сохраняет исключительное право на своё произведение, за исключением случаев, когда это исключительное право было передано изготовителю или другим лицам либо перешло к изготовителю или другим лицам по иным основаниям, предусмотренным законом.

## Право на вознаграждение за свободное воспроизведение фонограмм и аудиовизуальных произведений
Авторам, исполнителям, изготовителям фонограмм и аудиовизуальных произведений принадлежит право на вознаграждение за свободное воспроизведение фонограмм и аудиовизуальных произведений исключительно в личных целях. Такое вознаграждение имеет компенсационный характер и выплачивается правообладателям за счет средств, которые подлежат уплате изготовителями и импортерами оборудования и материальных носителей, используемых для такого воспроизведения.
Сбор средств для выплаты вознаграждения за свободное воспроизведение фонограмм и аудиовизуальных произведений в личных целях осуществляется аккредитованной организацией. Вознаграждение за свободное воспроизведение фонограмм и аудиовизуальных произведений в личных целях распределяется между правообладателями в следующей пропорции:
- 40 % - авторам,
- 30 % - исполнителям,
- 30 % - изготовителям фонограмм или аудиовизуальных произведений.

Распределение вознаграждения между конкретными авторами, исполнителям, изготовителями фонограмм или аудиовизуальных произведений осуществляется пропорционально фактическому использованию соответствующих фонограмм или аудиовизуальных произведений.
Средства для выплаты вознаграждения за свободное воспроизведение фонограмм и аудиовизуальных произведений в личных целях не взимаются с изготовителей того оборудования и тех материальных носителей, которые являются предметом экспорта, а также с изготовителей и импортеров профессионального оборудования, не предназначенного для использования в домашних условиях.
14 октября 2010 года Правительство РФ приняло Постановление «О вознаграждении за свободное воспроизведение фонограмм и аудиовизуальных произведений в личных целях».
26 октября 2010 года приказом Руководителя Росохранкультуры № 187 объявлено о предоставлении государственной аккредитации в этой сфере Российскому Союзу Правообладателей .